# Najma Akhtar
Najma Akhtar (Akhtar ausgesprochen: achtêr) (auch kurz: Najma) (* 18. September 1962 in Chelmsford, Essex) ist eine britische Weltmusik- und Fusion-Sängerin.

## Leben
Akhtars Eltern sind indischer Herkunft. Akhtar studierte Chemieingenieurwesen an der Aston University in Birmingham. Mit Gesang begann sie 1984. Nach dem Gewinn des Asian Song Contest fand die erste Aufnahme eines mit indisch-folkloristischen Elementen (Bhajans) versehenen Jazz-Albums 1986 in Indien statt. Mit dem in England produzierten Album Qareeb, auf dem eine Auswahl indischer Ghazals vorgestellt wird, die in einer Mischung alter orientalischer und moderner westlicher Melodien (unter Mitwirkung des Saxophonisten Ray Carless) vertont wurden, fand dann Akhtars internationales Debüt 1987 statt. 
Die Lieder dieses Albums wurden auf internationalen fashion shows und in dem Film Sammy und Rosie tun es einer breiteren Öffentlichkeit bekannt. Nach dann folgenden Live-Auftritten wurde 1989 das Album Atish (»Feuer«), 1991 dann Pukar veröffentlicht. Mit Forbidden Kiss versuchte sie schließlich auch eine Adaption der Bollywood-Filmmusiken des indischen Komponisten Sachin Dev Burman. 
Akhtar ist auch auf Alben von Jah Wobble (Take Me to God), Andy Summers (The Golden Wire), Steve Coleman (Black Science), Jimmy Page/Robert Plant (No Quarter: Jimmy Page and Robert Plant Unledded) und Jethro Tull (J-Tull Dot Com) zu hören.

## Diskographische Hinweise
- Atish (1989, mit Ray Carless, Clem Clempson, John Deemer, Talvin Singh)
- Pukar (Calling You) (1991)
- Vivid (2002)
- Najma Akhtar & Gary Lucas Rishte (2009)